# Joeri de Kamps
Joeri de Kamps (Amsterdam, 10 febbraio 1992) è un calciatore olandese, centrocampista del Volo.

## Carriera

### Club
Cresciuto nell'Ajax, nella stagione 2013-2014 ha esordito in Eredivisie con l'Heerenveen.

### Nazionale
Ha giocato nelle nazionali giovanili olandesi Under-19 ed Under-20.
Ha esordito in Under-21 il 14 agosto 2013 nella partita amichevole persa per 1-0 contro i pari età della Repubblica Ceca.

## Palmarès

### Club

#### Competizioni nazionali
- Coppa di Slovacchia: 4

Slovan Bratislava: 2016-2017, 2017-2018, 2019-2020, 2020-2021
- Campionato slovacco: 3

Slovan Bratislava: 2018-2019, 2019-2020, 2020-2021